# ISO 13407
Die EN ISO 13407 Benutzer-orientierte Gestaltung interaktiver Systeme war eine Norm, die einen prototypischen benutzerorientierten Softwareentwicklungsprozess beschreibt. Ein spezieller Entwicklungsprozess kann als zu ihr konform betrachtet werden, wenn ihre Empfehlungen erfüllt werden. Die EN ISO 13407 wurde im November 2000 in der deutschen Fassung als DIN-Norm veröffentlicht. Ab Januar 2011 ist als Ersatz für diese Norm die EN ISO 9241-210 gültig.

## Aufbau
Die Norm besteht in ihrem Aufbau sowohl aus den Beschreibungen der Planung benutzerorientierter Gestaltung, als auch aus Erläuterungen zur Entwicklung interaktiver Systeme, der sich darauf konzentriert, Systeme benutzerfreundlich zu machen. Diese beschreiben in kurzer, übersichtlicher und für eine Norm sehr gut lesbaren Form einen iterativen Entwicklungsprozess, bei dem Nutzer- und Aufgabeneigenschaften die Entwicklung der Software bestimmen. Außerdem enthält die Norm weitere Richtlinien und Tabellen für das Berichten über benutzerorientierte Aktivitäten.

## Entwicklungsprozess
Die Norm stellt nutzerorientierte Gestaltung als eine fachübergreifende Aktivität dar, die Wissen über menschliche Faktoren und ergonomische Kenntnisse und Techniken umfasst. Der ISO-Prozess besteht aus vier wesentlichen Teilaktivitäten:
1. Nutzungskontext verstehen: Das Ergebnis dieser Aktivität ist eine dokumentierte Beschreibung der relevanten Benutzer, ihrer Arbeitsaufgaben und ihrer Umgebung.
2. Anforderungen spezifizieren: Während dieser Phase werden die Zielgrößen aus der bereits vorhandenen Dokumentation auf einer Kompromissebene abgeleitet. Dabei wird die Teilung der Systemaufgaben in solche, die von Menschen und in solche, die von der Technik durchgeführt werden sollen bestimmt.
3. Lösungen produzieren: Dies kann im Sinne eines Prototypings oder eines anderen iterativen Prozesses erfolgen. Diese Prototypen können noch reine Papierentwürfe (Mock-ups) oder aber schon lauffähige Programmversionen sein. Falls es unternehmensinterne Gestaltungsregeln für Benutzerschnittstellen gibt, sollten diese genutzt werden.
4. Lösungen bewerten: Die Lösungen werden auf die Erfüllung der festgelegten Anforderungen geprüft. Dazu können Experten-Reviews, Usability-Tests, Befragungen oder auch eine Mischung daraus dienen. Die dabei entdeckten Abweichungen werden dann auf ihre Relevanz hin bewertet und sind Ausgangspunkt der nächsten Iteration des Entwicklungsprozesses.

Dieses Verfahren ist komplementär zu bestehenden Prozessmodellen des Software-Engineering und ergänzt diese. Der benutzerorientierte Gestaltungsprozess sollte der Norm zufolge bereits im frühesten Stadium des Projekts beginnen und sollte dann wiederholt durchlaufen werden, bis das
System die Anforderungen erfüllt. Die Bedeutung und der Aufwand für die benutzerorientierte Gestaltung misst sich an der Größe und Art des zu entwickelnden Produkts und wird für kleinere Projekte durch Einzelpersonen gesteuert.
oder etwas übersichtlicher

## Kritik
Im Vorgehen der nutzerorientierten Gestaltung ist der Anteil direkter Benutzerbeteiligung am Entwicklungsprozess höher. Trotzdem muss sich der Anspruch der Norm an diesen Formen partizipativer Softwareentwicklung messen. Das normierte Vorgehen scheint auch nicht gerade den unverzichtbaren kreativen Freiraum für die Softwareentwicklung einzugestehen. Auf der anderen Seite gibt es eine Struktur und ermöglicht, ähnliches immer ähnlich zu machen. So wissen alle Beteiligten, wie das Vorgehen ist.